# Dietrich Luf I. (Kleve)
Dietrich Luf I. von Kleve (* um 1228; † 1277) war de iure uxoris Graf von Saarbrücken.
Er war ein jüngerer Sohn des Grafen Dietrich IV. von Kleve und der Hedwig von Meißen. Sein älterer Bruder war Dietrich V. von Kleve, der beim Tod seines Vaters dessen Grafschaft Kleve erbte.

## Leben
Dietrich Luf, in den Quellen auch Grote Luf genannt, heiratete 1252 die Erbtochter Lauretta von Saarbrücken und versuchte, sich in den Besitz der Grafschaft Saarbrücken zu setzen, scheiterte aber und kehrte in die Grafschaft Kleve zurück. Den Titel „Graf von Saarbrücken“ führte er aber noch bis 1259. Mit seiner zweiten Frau Elisabeth (oder aber mit unbekannten Konkubinen) hatte Dietrich Luf mehrere Kinder. Um 1255 teilte der alte Graf Dietrich IV. die Regierung weitgehend unter seinen beiden noch lebenden Söhnen auf, wobei dem späteren Dietrich V. das Klever Kerngebiet zugewiesen wurde, während Dietrich Luf die Randgebiete, unter anderem aber die bedeutende Stadt Wesel erhielt. Möglicherweise errichtete er die Burg Kranenburg, die 1270 erstmals erwähnt wurde. Dietrich Luf war in mehrere Fehden verwickelt und stand um 1270 in Konflikt mit seinem Bruder. Er starb zwischen dem 7. April und dem 20. Juli 1277.